# サンシャイン60
サンシャイン60（サンシャインろくじゅう、英称:Sunshine 60）は、東京都豊島区東池袋にあるサンシャインシティの中核を担う超高層ビルである。地上高239.7メートルで完成当時はアジアで最も高かった。株式会社サンシャインシティが所有し管理している。

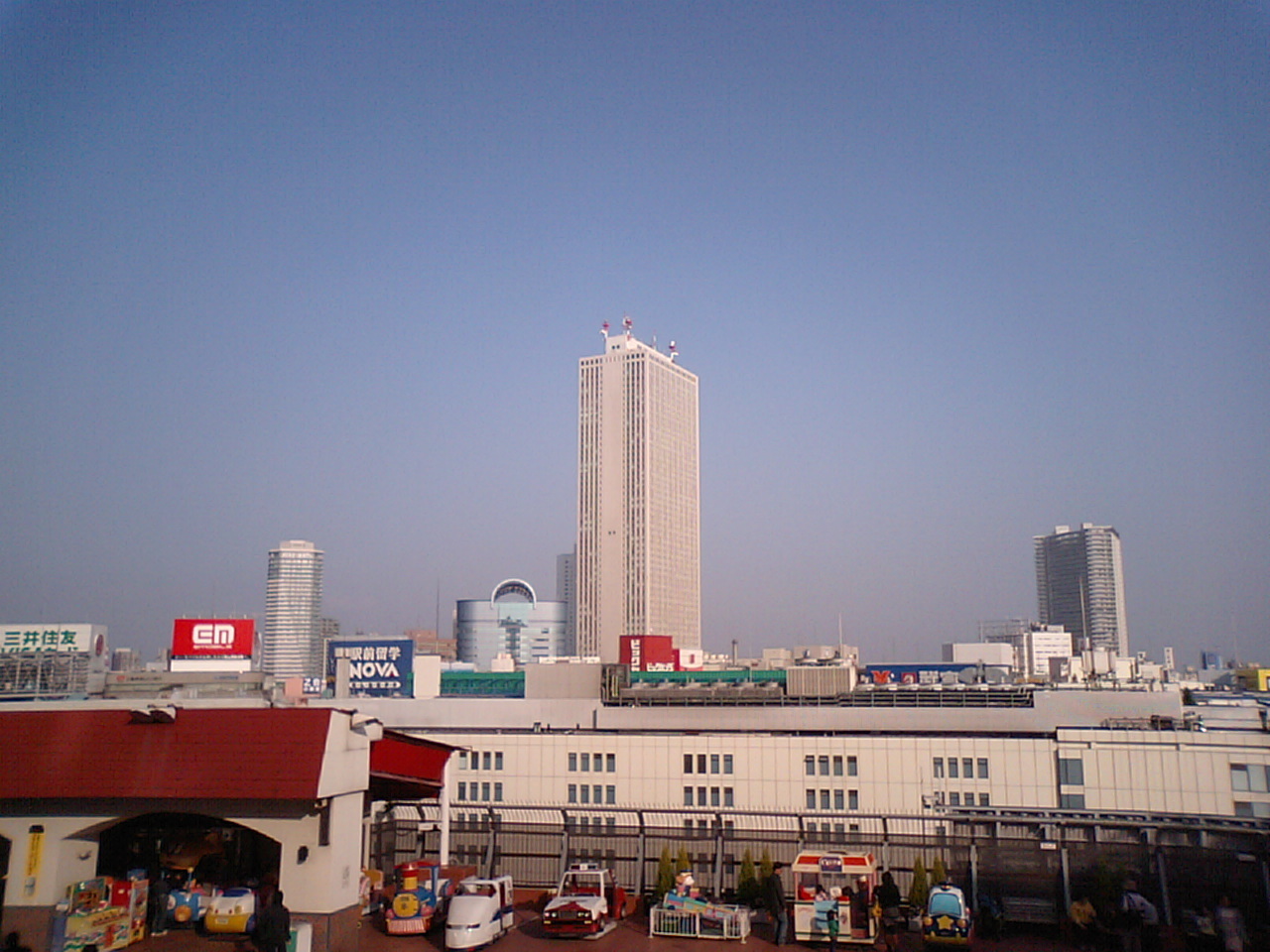
池袋駅（東武百貨店屋上）から見たサンシャイン60。周囲のビルよりひときわ高い。右の高層ビルはライズシティ池袋。

郵便番号は170-60xx（xxは階層。地下・階層不明は170-6090）。

## 概要

### 地歴
当地は1970年まで巣鴨拘置所で、戦時中にゾルゲ事件主犯リヒャルト・ゾルゲが死刑執行されている。太平洋戦争後GHQ接収時は「巣鴨プリズン」と称され、東條英機など主な極東国際軍事裁判の戦争犯罪者が、判決後の1948年（昭和23年）12月23日に死刑執行されており、ビル直近の東池袋中央公園内に平和祈念慰霊碑が建立されている。

### 建物高
軒高226.3メートル、塔屋最頂部が239.7メートルで、東京都庁第一本庁舎（軒高241.9メートル、最頂部243.4メートル）が1990年12月に竣工するまで12年間日本一、韓国ソウル汝矣島の大韓生命63ビル（249メートル、地上部60階）が1985年に竣工するまで、東洋一の建物高であった。

### 屋内「サンシャイン60展望台」
建物内60階に位置し、高さ226.3メートル海抜高269.8メートルと高層ビル屋内展望台地上高は都内一で、東京タワー特別展望台の地上高223.55メートルより高く、東京スカイツリー展望台竣工以前はタワー展望台を含めて都内一の地上高であった。
2015年5月7日よりリニューアル工事のため休館だったが、2016年4月21日に、「スカイサーカス サンシャイン60展望台」としてリニューアルオープンした。
2022年10月2日、リニューアル工事のため再度閉館。施設名称を「サンシャイン60展望台 てんぼうパーク」に再改称し、2023年4月18日に再オープンをした。

### 屋上展望台「スカイデッキ」
60階の屋内展望台の他に屋上展望台「スカイデッキ」があり、かつては土曜日、日曜日、祝日、ゴールデンウィーク、夏休み、クリスマス、年末年始に一般開放され、屋内展望台利用客は屋上展望も可能であった。ところが1998年8月25日に女性が飛び降り自殺した事を受け、柵改良設置や警備員増配置を行なうも、ちょうど14年後の2012年8月24日にも男子高校生による飛び降り自殺が再び発生。その後のリニューアルによって完全閉鎖された。
元日は初日の出として、屋内展望台が早朝5時30分から営業されており、1階オフィスロビーから上り展望台入場料支払い後、入場1時間前の4時30分頃から先着500名に、屋内展望台（2012年までは屋上スカイデッキ）へ上がる記念として、年変わりの「新春干支グッズ」が進呈されていた。

### エレベーター
1993年に横浜ランドマークタワー、2004年に台北101などが竣工するまで、エレベーターの定格速度は世界一であった。5バンク設置され1 - 4バンクは東芝製、展望台・スカイレストランを含む最高層バンク（5バンク）は三菱電機製である。最高層バンクの最高速度は分速600 m（秒速10 m/s）で、1階からスカイレストランがある59階まで36秒で移動する。展望台直通の2基は『スカイサーカス』をテーマとした内装が施され「シャイニングエレベーター」と称される。地下1階から展望台がある60階まで35秒で移動することができる。改修工事により、三菱製展望台直通エレベーター1基が2010年1月29日、もう1基は6月18日、オフィスエレベーター全37基は2010年6月、東芝製非常用兼人荷用エレベーター4基は2011年10月に、すべて新規に入れ替えられている。
- 非常用（No.1・2・40号機）
  - 地下2階 - 60階 ※1・2号機は1バンク側、40号機は5バンク側にある。
- 地下専用（No.41号機）
  - 地下4階 - 1階 ※1階の防災センター横にある扉を開けると見つかる。
- 1バンク（下記の1 - 4バンクは東芝製、No.3 - 9号機）
  - 1階 - 17階（3階は通過）
- 2バンク（No.10 - 17号機）
  - 1階・4階・6階・16階 - 28階
- 3バンク（No.18 - 24号機）
  - 1階・4階・6階・28階 - 38階
- 4バンク（No.25 - 31号機）
  - 1階・4階・6階・38階 - 48階
- 5バンク（三菱電機製、いずれも通常時の停止階）
  - （オフィス用 - No.33 - 35・37 - 39号機[注 5]）：1階・4階・6階・48階 - 59階
  - （展望台直通用 - No.32・36号機）：地下1階・58階・59階・60階[注 6]

展望台の元旦初日の出早朝特別営業時（2015年元旦までは1階に入場待ち列を作る関係で、直通エレベーターは1階からの運行となっていた）、通常の展望台直通2基に加え、普段はオフィス用として使われている33・37号機を臨時直通エレベーターとして追加で運行し、開場時刻の午前6時から日の出時刻以後しばらくの間、これらの4機で地下1階と60階のみで往復運行される。また、2017年初日の出特別営業からはセブンチケットで前売券を購入したお客様数量限定のみの利用となった。

### 事件
2025年7月1日、当ビルの31階にあるアディーレ法律事務所で36歳の男性従業員が同事務所従業員の50歳の男に折りたたみナイフで首を複数回刺され、死亡する事件が発生した。

## 主な施設
- 60階：サンシャイン60展望台 てんぼうパーク
- 58階、59階：スカイレストランフロア
- 9階 - 58階：オフィスフロア[注 8]
  - 緑丘会館（57階）
  - 株式会社日本ブレーン（56階）
  - 日本気象協会（55階）
  - 株式会社クレディセゾン（52階、総合受付）
  - 株式会社ヒューマントラスト池袋オフィス（50階）
  - セゾン投信株式会社（48階）
  - 株式会社インターリンク（45階）
  - 株式会社オルトプラス（45階）
  - 株式会社グループストア（40階）
  - 株式会社セゾンファンデックス（37階）
  - 株式会社コンチェルト（37階）
  - アディーレ法律事務所（33階、総合受付）
  - 株式会社九電工東京本社（31階）
  - 株式会社アイキャスト（25階）
  - 株式会社高橋書店（14階）
  - 株式会社旅工房（8階）
- 7階、8階：サンシャインシティクリニックフロア、池袋公証役場（8階）
- 6階：サンシャイン60社員食堂
- 5階：都民共済ブライダルプラザ、SBI 住宅ローン／SBI マネープラザ池袋店
- 4階：4階ロビー、社員専用リフレッシュルーム[注 9]、サンシャイン広場連絡
- 3階：東海東京証券、ハローワーク池袋、専門店街アルパ連絡
- 2階：専門店街アルパ連絡
- 1階：オフィスロビー、総合防災センター
- 地下1階： サンシャイン60展望台 てんぼうパーク エレベーターのりば、「サンシャイン60内郵便局」
- 地下2階：地下駐車場「サンシャインパーキング」[注 10]
- 地下3階：地下駐車場「サンシャインパーキング」
- 地下4階：機械施設 ※施設関係者以外立入禁止

### 過去の施設
- 屋上：屋上スカイデッキ（2012年8月閉鎖、再開されず営業終了）
- 60階：ビデオイン60、一般公開された1978年4月6日と同日に開店したタイトーのゲームコーナー。[13]
- 44階：そんぽ24損害保険株式会社
- 37階：ジャパンライフ株式会社[14]

## 交通
- 池袋駅 - JR山手線・埼京線・湘南新宿ライン、東武東上線、西武池袋線、東京メトロ丸ノ内線・有楽町線・副都心線。
- 東池袋駅 - 東京メトロ有楽町線。東池袋地下通路で直結している。
- 東池袋四丁目停留場、向原停留場 - 都電荒川線。

## 雑記
- 6階 - 60階の窓ガラスは58枚/階で全3190枚、竣工時は1枚当たり150万円であった。階段は1204段[注 11]である。

### 高さ比較
東京都外のビルについては、横浜ランドマークタワー（神奈川県横浜市）と、あべのハルカス（大阪府大阪市）のみ記載する。

#### 地上高
室内展望台
1. あべのハルカス - 300メートル
2. 横浜ランドマークタワー - 273メートル
3. サンシャイン60 - 226.3メートル
4. 六本木ヒルズ森タワー - 218メートル
5. 東京都庁第一本庁舎 - 202メートル

屋上展望台
1. 六本木ヒルズ森タワー - 238メートル
2. サンシャイン60 - 232メートル

ビル最頂部
1. あべのハルカス - 300メートル
2. 横浜ランドマークタワー - 296メートル
3. 東京ミッドタウンタワー - 248.1メートル
4. 東京都第一本庁舎 - 243.4メートル
5. NTTドコモ代々木ビル - 239.85メートル
6. サンシャイン60 - 239.7メートル
7. 六本木ヒルズ森タワー - 238.05メートル

#### 海抜高
室内展望台
1. サンシャイン60 - 251メートル
2. 六本木ヒルズ森タワー - 250メートル
3. 東京都庁第一本庁舎 - 236.53メートル

（東京タワー - 223.55メートル）
（東京スカイツリー - 450メートル）
屋上展望台
1. 六本木ヒルズ森タワー - 270メートル
2. サンシャイン60 - 256.3メートル

ビル最頂部
1. あべのハルカス - 316.6メートル
2. 横浜ランドマークタワー - 299メートル
3. 東京都庁第一本庁舎 - 277.93メートル
4. 六本木ヒルズ森タワー - 270.05メートル
5. サンシャイン60 - 269.8メートル

（東京タワー - 351メートル）
（東京スカイツリー - 634メートル）

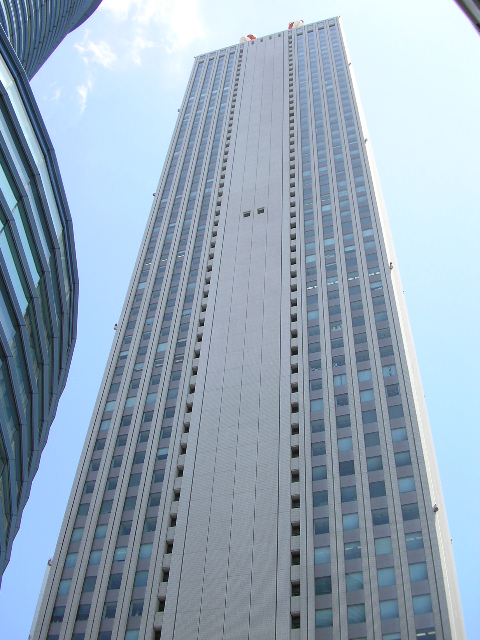
サンシャイン60ビル
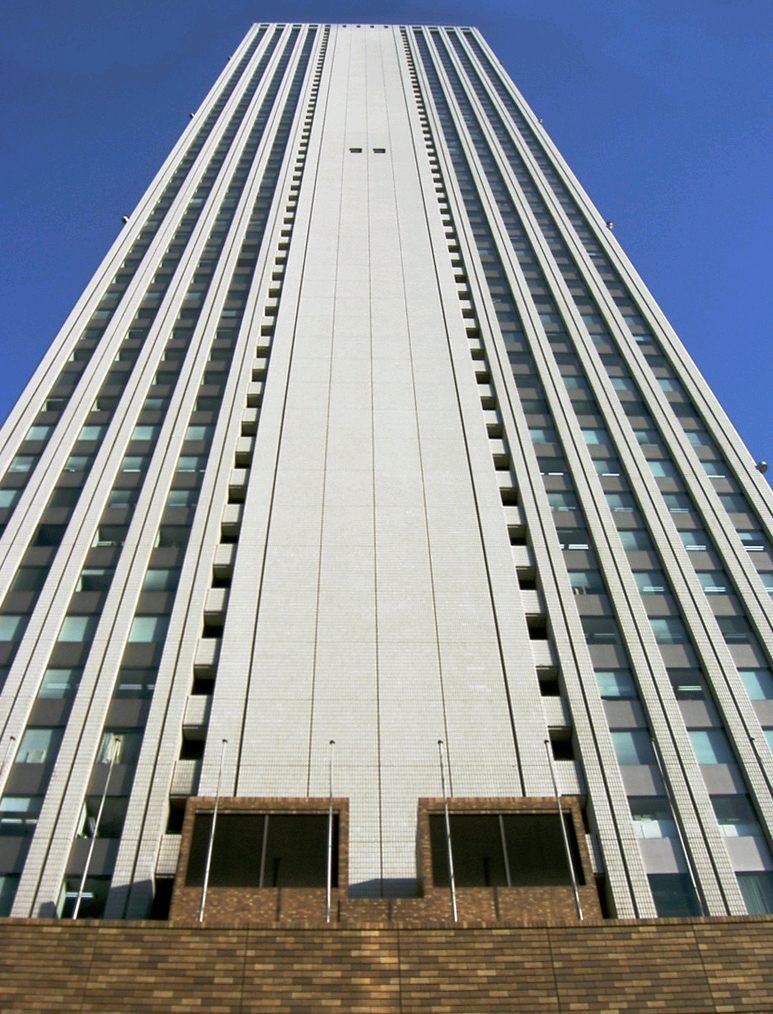
サンシャイン60ビル
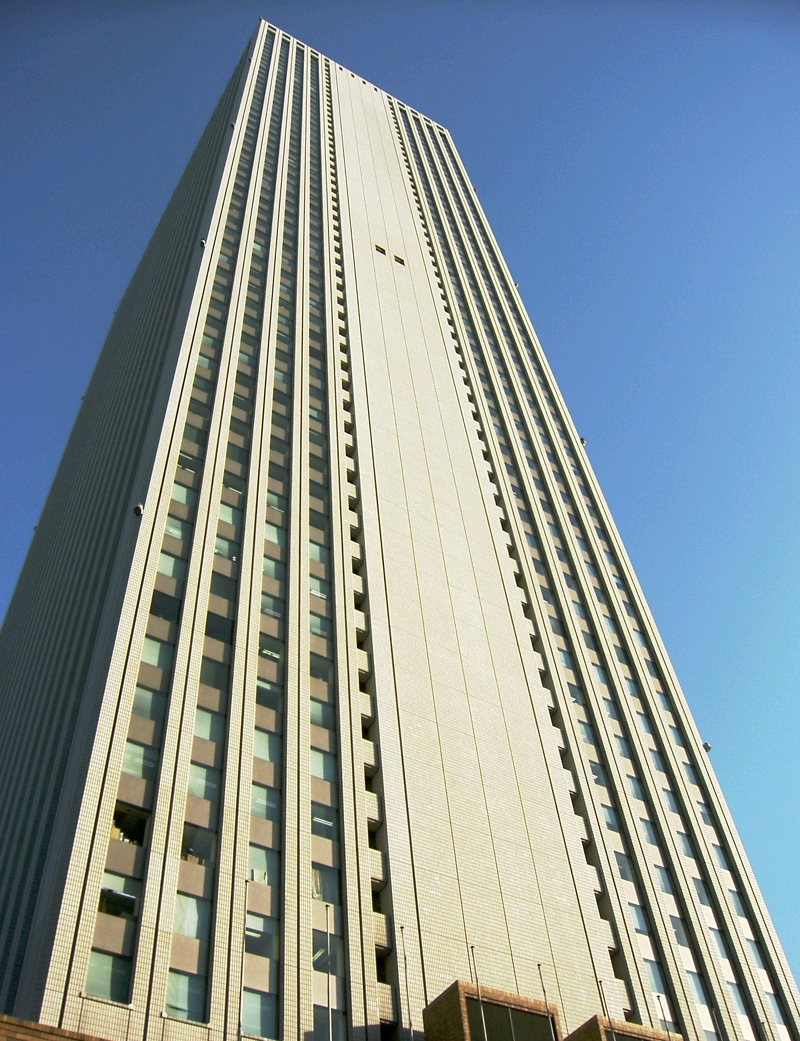
サンシャイン60ビルをアムラックス側（西側）から撮影